# Déborah Ortschitt
Déborah Ortschitt est une joueuse française de volley-ball née le 10 juin 1987 à Mulhouse (Haut-Rhin). Elle mesure 1,65 m et joue libéro. Elle compte 140 sélections en Équipe de France.

## Clubs
| Club                    | De        | À         |
| ----------------------- | --------- | --------- |
| Saint Louis VB          | 2002-2003 | 2003-2004 |
| VBC Kingersheim         | 2004-2005 | 2004-2005 |
| ASPTT Mulhouse          | 2005-2006 | 2012-2013 |
| RC Cannes               | 2013-2014 | 2016-2017 |
| ES Le Cannet-Rocheville | 2017-2018 | 2017-2018 |
| Volero Le Cannet        | 2018-2019 | 2020-2021 |

## Palmarès

### En sélection nationale
Néant

### En club
- Top Volley International
  -  : 2013, 2014.
- Championnat de France (2)
  - Vainqueur : 2014, 2015.
  - Finaliste : 2007, 2008, 2009, 2010, 2011, 2012, 2016.
  - Troisième : 2013.
- Coupe de France (2)
  - Vainqueur : 2014, 2016.
  - Finaliste : 2009, 2010, 2012, 2015.
- Supercoupe de France
  - Finaliste : 2015, 2016.

### Distinctions individuelles
- 2008 : Championnat de France (Div. A) — Meilleure réceptionneuse
- 2010 : Ligue des champions — Meilleure réceptionneuse